# سبيل أبو نبوت

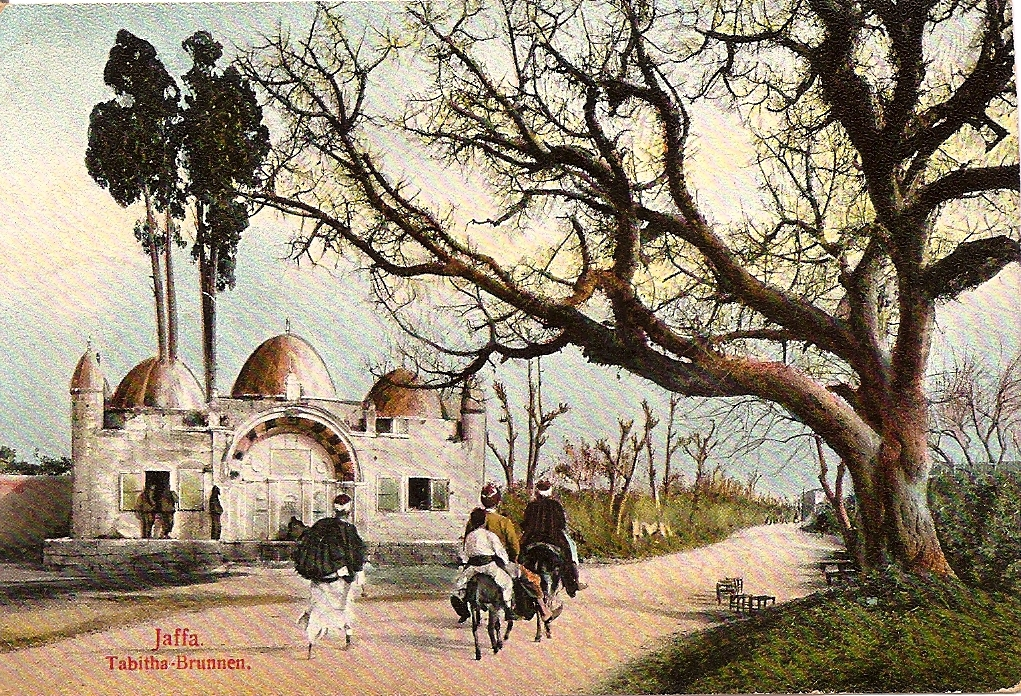
سبيل أبو نبوت، بطاقة بريدية قديمة من فترة الانتداب البريطاني على فلسطين

سبيل أبو نبوت المعروف أيضًا باسم بئر تابيثا هي نافورة عامة ("سبيل") في يافا، فلسطين، بُنيت في 1815/16 م خلال الفترة العثمانية في فلسطين. كان الغرض الرئيسي منه تسهيل الرحلة بين يافا والقدس.

## التاريخ والعمارة

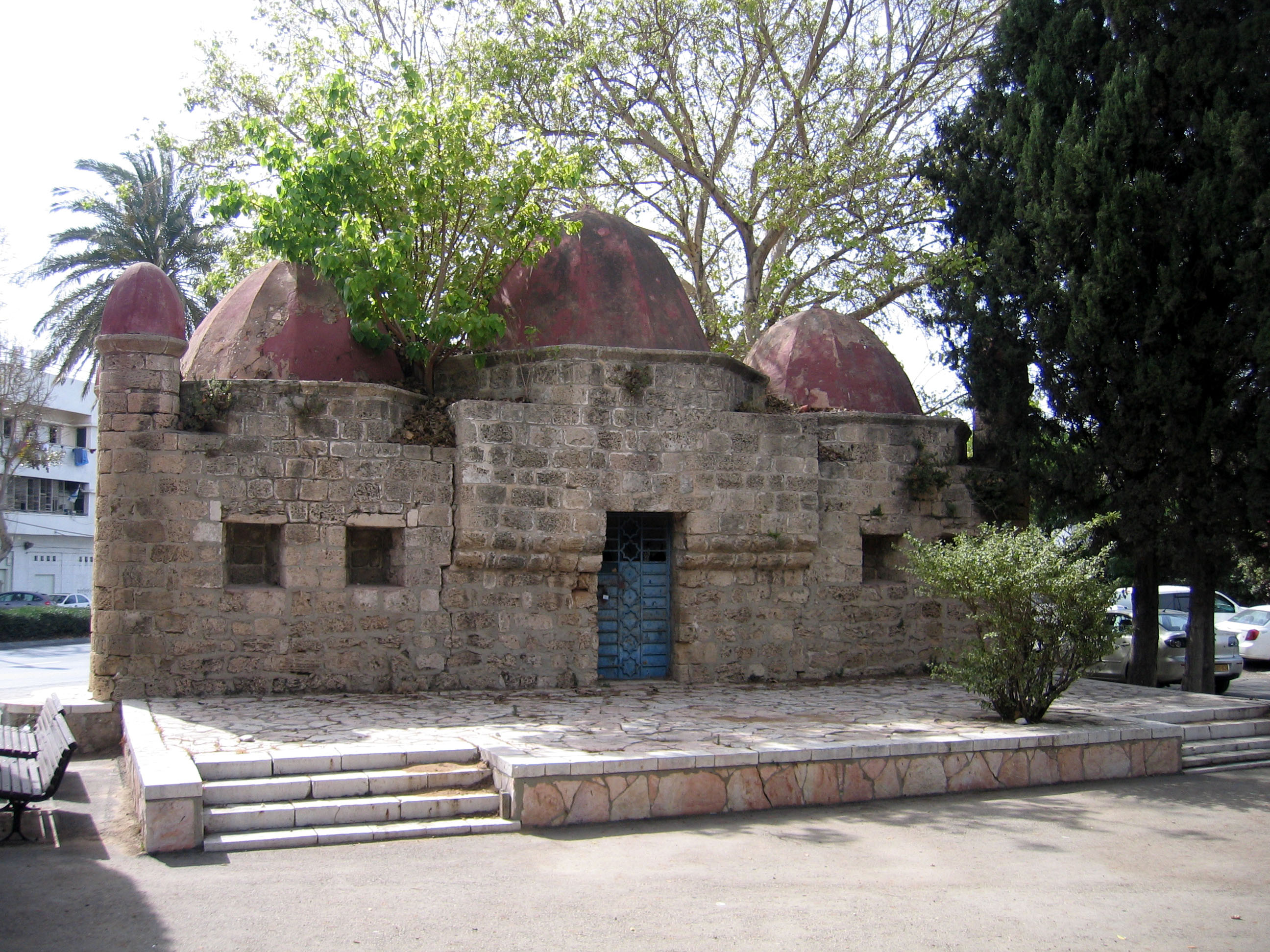
سبيل أبو نبوت، الوجه الشرقي

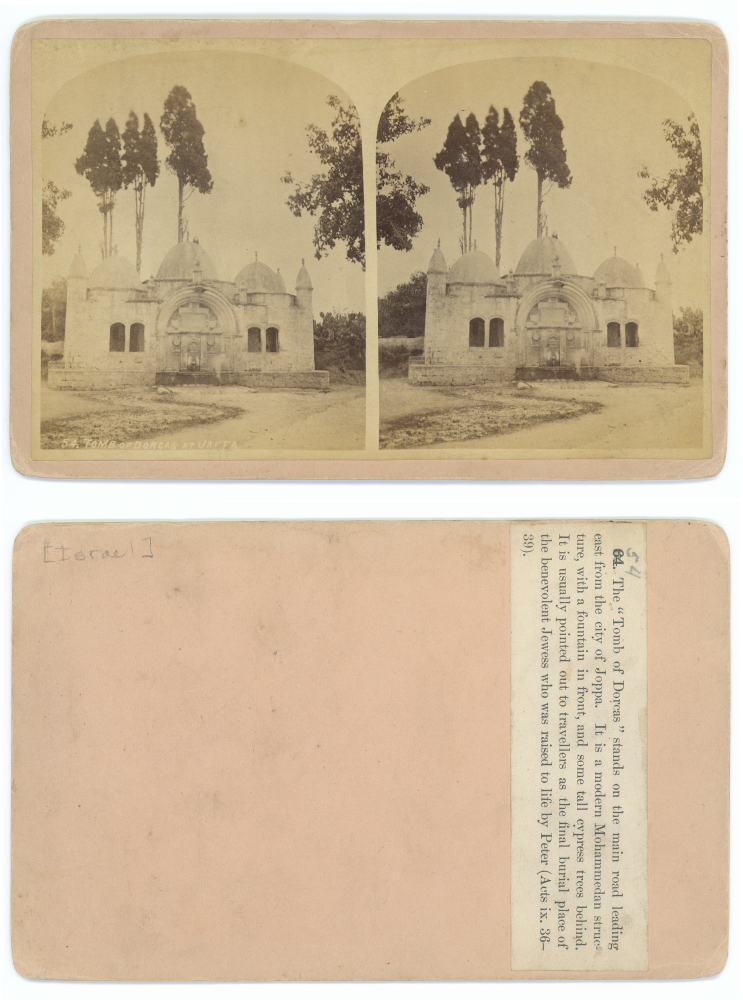
صورة للنافورة ، مقدمة باسم "قبر دوركاس" (بطاقة ستيريو من ج. 1900)

بُني السبيل من قبل حاكم يافا، محمد أبو نبوت في حوالي عام 1815. وكان الهدف منه تسهيل الرحلة بين يافا والقدس، وكان جزءًا من جهود إعادة ترميم أبو نبوت في المدينة. وقد شاهده العديد من المسافرين والتجار والحجاج في رحلتهم بين المدينتين.
على الرغم من شهرة السبيل، لا يعرف سوى القليل جدا عن أصله وتصميمه. خلال التحقيقات في يافا في سبعينيات القرن التاسع عشر، واجه كليرمون غانو بناءً ماهرًا يُدعى علي سيدا كتب عنه: "هذا الرجل، الذي أصبح الآن في سن متقدمة، أخرج جميع الأعمال التي تم وضعها في بداية القرن من قبل الأسطوري أبو نبوت، حاكم يافا، وهو نفسه الذي أعطى اسمه للنافورة الجميلة، أو سبيل أبو نبوت..."

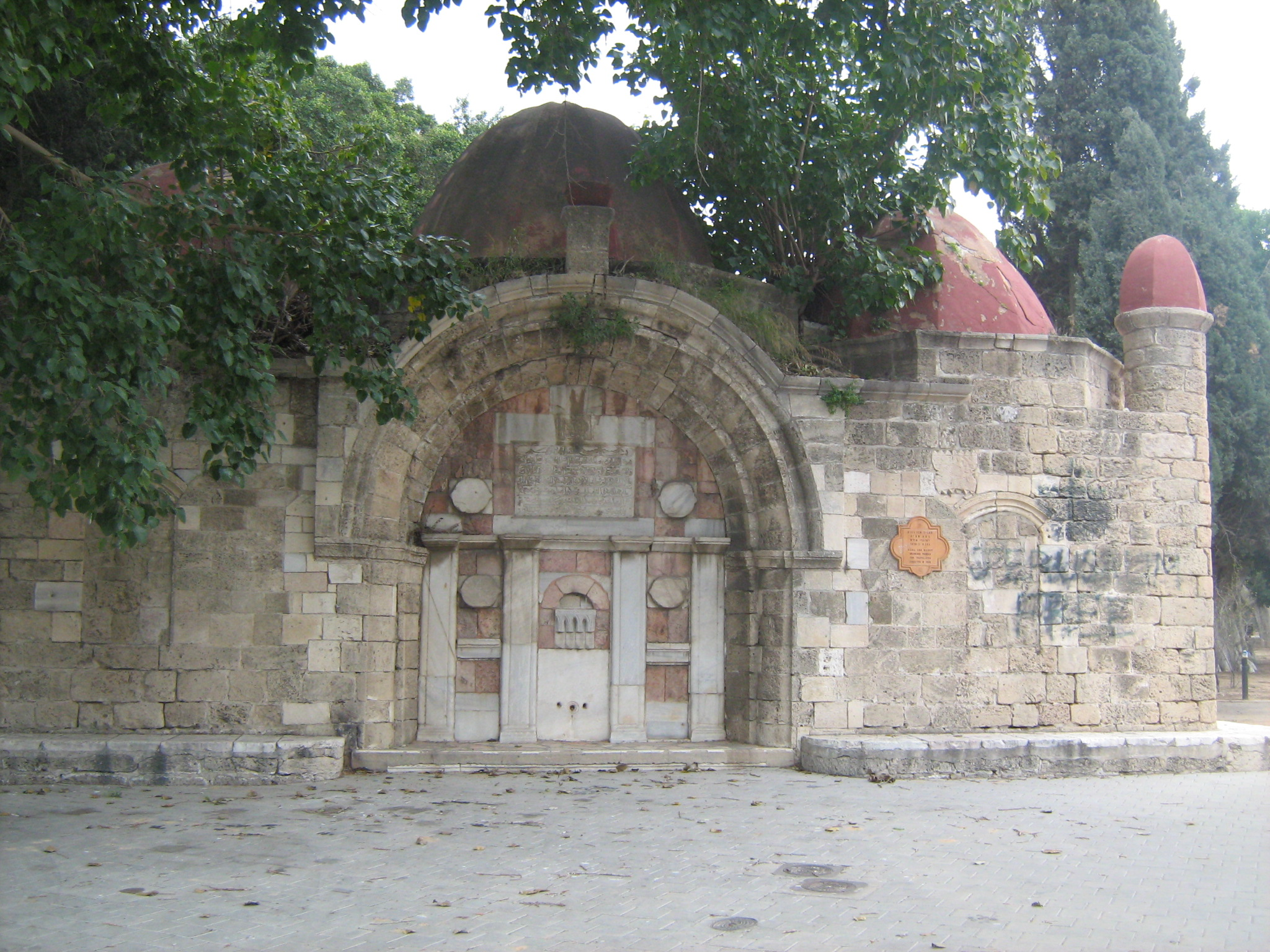
تفاصيل الوجه الغربي ، مع نقش فوق النافورة ، والنوافذ المسدودة

المبنى عبارة عن مبنى حجري صغير مستطيل الشكل مع ثلاث قباب مع سابيل (نافورة) في المنتصف. يوجد في كل ركن من أركان المبنى رصيف أسطواني به تيجان مقببة بارزة (مفقودة الآن). مواد البناء الرئيسية هي حجر الكركار، مع بعض كتل الحجر الجيري المعاد استخدامها المدمجة في البناء، والرخام المستخدم للزينة.
جانبها الغربي هو الواجهة الرئيسية للسبيل، مع وجود النافورة داخل حيز ضحل كبير مؤطر مع قالب انعكاس السيما. تحيط النافورة أربعة أعمدة رخامية بيضاء مسطحة موضوعة على خلفية من الرخام الأحمر. فوق العمودين المركزيين توجد لوحة تذكارية لبناء السبيل في عام 1236 هـ (1815-1816 م). على جانبي السبيل توجد نوافذ. وكانت هذه النوافذ مسدودة حوالي عام 1960. هناك قباب ثلاثية الحواف تتوج المبنى، بالإضافة إلى العديد من التيجان على القباب والقمم الصغيرة التي تصقل صورة ظلية المبنى.

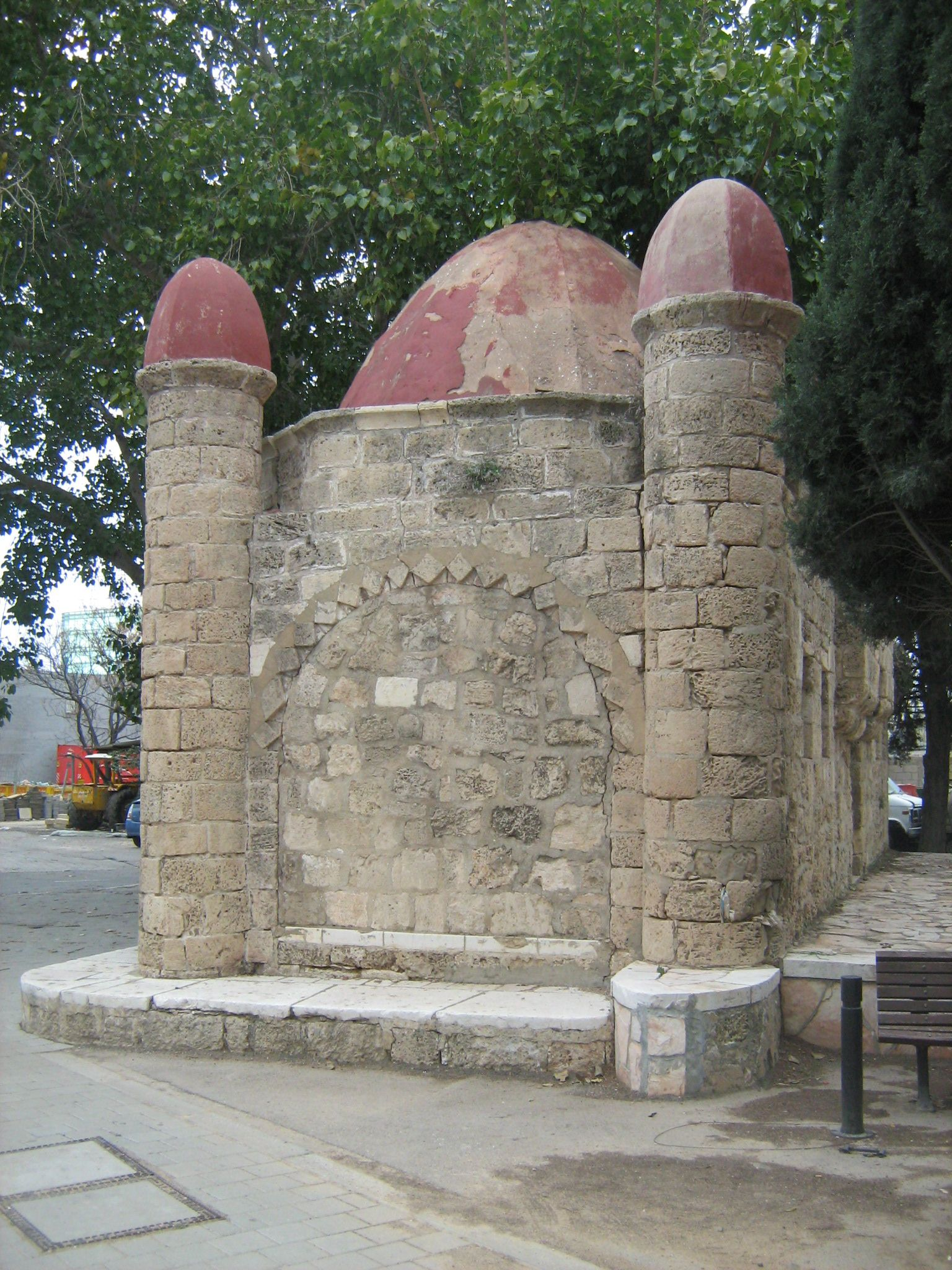
Detail of side

تفاصيل الجانب، تقع المداخل على الجانبين الشمالي والجنوبي من المبنى. على الرغم من أنه مغلق الآن، إلا أن كل مدخل كان له إيوان مفتوح مواجه للخارج. الأقواس مزينة بشريط يحتوي على معينات على شكل ماس.
يحتوي الجانب الشرقي على زوج من النوافذ، مسدود الآن. في وسط الجانب الشرقي يوجد مدخل يفتح على الغرفة المقببة في الجزء الخلفي من السبيل. الجزء الداخلي من هذه الغرفة غير مزخرف، ويستخدم الآن كوخ حارس الحديقة.

## قبر تابيثا / دوركاس
تمت الإشارة إلى النافورة للمسافرين الغربيين باسم "قبر دوركاس" (المعروف أيضا باسم تابيثا، شخصية العهد الجديد)، أو بشكل أكثر دقة كنافورة إسلامية بنيت في مكان دفن تابيثا/ دوركاس، كما هو موضح على سبيل المثال من خلال التعليق على صورة التقطت حوالي عام 1900 (انظر الصورة).

## حديقة النحت
في عام 2000 أنشئت حديقة نحت للرسام والنحات الإسرائيلي يغئال توماركين بجوار السبيل.

## فهرس
- Clermont-Ganneau، C.S. (1896). [ARP] Archaeological Researches in Palestine 1873-1874,  translated from the French by J. McFarlane. London: Palestine Exploration Fund. ج. 2. Cited in Petersen, (2001).
- Kana`an, Ruba (2001), Waqf, Architecture, and Political Self-Fashioning: The Construction of the Great Mosque of Jaffa by Muhammad Aga Abu Nabbut. In Muqarnas XVIII: An Annual on Islamic Art and Architecture. Gülru Necipoglu (ed.). Leiden: E.J. Brill. (.htlm link)
- Kark، R. (1990). Jaffa: A city in Evolution 1799-1917. Jerusalem: Yad Izhak Ben-Zvi Press. (Cited in Petersen, (2001))
- Palmer، E.H. (1881). The Survey of Western Palestine: Arabic and English Name Lists Collected During the Survey by Lieutenants Conder and Kitchener, R. E. Transliterated and Explained by E.H. Palmer. Committee of the Palestine Exploration Fund.
- Petersen، Andrew (2001). A Gazetteer of Buildings in Muslim Palestine (British Academy Monographs in Archaeology). دار نشر جامعة أكسفورد. ج. 1. ISBN:978-0-19-727011-0. مؤرشف من الأصل في 2023-04-11.

## قراءة معمقة
- Kana`an, Ruba (2001), "Two Ottoman Sabils in Jaffa (c.1810-1815): An Architectural and Epigraphic Analyses", in Levant 33: 187-202

## روابط خارجية
- Sabil Abu Nabbut, archnet.org
- Survey of Western Palestine, Map 13: IAA, Wikimedia commons